# Sceloporus cyanostictus
Espèce
Synonymes
- Sceloporus jarrovii cyanostictus Axtell & Axtell, 1971

Statut de conservation UICN

 EN B1ab(iii) : En danger
Sceloporus cyanostictus est une espèce de sauriens de la famille des Phrynosomatidae.

## Répartition
Cette espèce est endémique du Coahuila au Mexique.

## Publications originales
- Axtell & Axtell, 1971 : A New Lizard (Sceloporus jarrovii cyanostictus) from the Sierra Madre of Coahuila, Mexico. Copeia, vol. 1971, no 1, p. 89-98.